# Лојане
Лојане (мкд. Лојане) је насеље у Северној Македонији, у северном делу државе. Лојане припада општини Липково.

## Географија
Лојане је смештено у крајње северном делу Северне Македоније, на само 2 km јужно од српско-македонске границе. Од најближег већег града, Куманова, насеље је удаљено 20 km северозападно.
Насеље Лојане је у западном делу историјске области Жеглигово. Насеље је положено у источном подножју Скопске Црне Горе, док се ка истоку пружа поље. Надморска висина насеља је приближно 440 метара.
Месна клима је континентална.

## Историја
У селу је фебруара 1896. године било 10 српских кућа.

## Становништво
Лојане је према последњем попису из 2002. године имало 2.682 становника.
Претежно становништво у насељу су Албанци (99%).
Већинска вероисповест је ислам.